# Дунсянский автономный уезд
Дунсянский автономный уезд (кит. упр. 东乡族自治县, пиньинь Dōngxiāngzú zìzhìxiàn) — автономный уезд Линься-Хуэйского автономного округа провинции Ганьсу (КНР).

## История
В 1949 году был образован Специальный район Линься (临夏专区), и эти земли вошли в его состав. 25 сентября 1950 года на стыке уездов Линься, Хэчжэн, Ниндин и Юнцзин был создан Дунсянский автономный район (东乡自治区). В 1953 году он был переименован в Дунсянский национальный автономный район (东乡族自治区). В 1955 году он был переименован в Дунсянский автономный уезд. 19 ноября 1956 года Специальный район Линься был преобразован в Линься-Хуэйский автономный район.

## Административное деление
Автономный уезд делится на 5 посёлков и 19 волостей.